# Hörröd
Hörröd er kirkebyen i Hörröds sogn i Kristiansstads kommune i Skåne, beliggende sydvest for Åhus.
I byen ligger Hörröds kirke.